# ルル・オン・ザ・ブリッジ
『ルル・オン・ザ・ブリッジ』は、ポール・オースター脚本、監督の映画。
『スモーク』で脚本を手がけ、『ミュージック・オブ・チャンス』に出演し、ドキュメンタリー・タッチのオムニバス的な『ブルー・イン・ザ・フェイス』では監督も手がけたオースターが、長編劇映画を初監督した。もちろん、自身の脚本で。
ヴィム・ヴェンダースが監督する案もあったが、都合がつかず、オースター自身が撮ることになった。新潮文庫から出されたシナリオ本にもこの経緯は語られていて、ヴェンダースいわく「最近、映画についての映画ばかり撮っていて、これを撮ったらまたそれが続いてしまう」とのこと。

## あらすじ
サックス・プレーヤーが演奏中に銃撃され、意識を失う寸前に見たものが、ポスターの中の美女であった。

## キャスト
※括弧内は日本語吹替
- イジー・モーラー - ハーヴェイ・カイテル（池田勝）
- セリア・バーンズ - ミラ・ソルヴィノ（井上喜久子）
- ヴァン・ホーン博士 - ウィレム・デフォー（山路和弘）
- ハンナ - ジーナ・ガーション（唐沢潤）
- キャサリン・ムーア - ヴァネッサ・レッドグレイヴ（磯辺万沙子）
- フィリップ・クレインマン - マンディ・パティンキン（牛山茂）
- ピエール - ヴィクター・アルゴ（宝亀克寿）
- ボビー・ペレス - ハロルド・ペリノー・ジュニア（高瀬右光）
- デイヴ・ライリー - リチャード・エドソン（堀川仁）
- ソニア・クレインマン - ソフィー・オースター（柚木涼香）
- ルーのソックリさん - ルー・リード（友情出演）（牛山茂）
- 笑う男 - デヴィッド・バーン（友情出演）

## 関連書籍
- 『ルル・オン・ザ・ブリッジ』（新潮文庫）：シナリオとオースターらスタッフへのインタビューからなる。